# Johann Abraham Peter Schulz
Johann Abraham Peter Schulz (Lüneburg, Baixa Saxònia, 31 de març de 1747 - Schwedt, 10 de juny de 1800) fou un compositor i teòric musical alemany.
Estudià composició amb Kirnberger a Berlín, i fou durant alguns anys mestre particular de música a Polònia. El 1773 tornà a Berlín; de 1776 a 1778 fou director de música del Teatre Francès, també de Berlín; de 1780 a 1794 mestre de capella del príncep Enric de Prússia a Rheinsberg, i de 1787 a 1794 mestre de capella de la cort de Copenhaguen. El 1795 prengué la direcció de la Companyia d'òpera de Sekonda.
Els últims anys de la seva vida els passà retirat a Rheinsberg i Schwedt.
Schulz va saber reflectir en els seus lieder l'estil popular, de tal manera, que moltes d'elles s'han anat conservant en la boca del poble, com: Am Rhein, am Rheim, Seht len Himmel wie heiter, Des Jahres letzte Stunde, i d'altres.
També els seus oratoris, cors, cants per l'Athalie de Racine (1785) destacaren en el seu temps, i les seves òperes (Minona (1785), Aline (1789), Peters Bryllup (1793), etc.,) foren molt apreciades en els seus dies.
Com a teòric es rebel·là també en els articles musicals escrits per ell per Theorie der schönen Kunste d'en Sulzer i amb la seva col·laboració a Wahre Grundsätze zum Gebrauch der Harmonie de Kirnberger (1773).